# Meromyza facialis
Meromyza facialis är en tvåvingeart som beskrevs av Lidia Ivanovna Fedoseeva 1962. Meromyza facialis ingår i släktet Meromyza och familjen fritflugor. Inga underarter finns listade i Catalogue of Life.